# Университет Умм аль-Кура
Университет Умм аль-Кура́ (араб. جامعة أم القرى‎, Джа́ми’ату У́мми-ль-Кура́ — Университет Матери селений) — государственное исламское высшее учебное заведение в Мекке (Саудовская Аравия). Благодаря своему выгодному расположению в религиозном центре и вкладу в различные области исламской науки, Университет Умм аль-Кура считается одним из самых престижных учебных заведений исламского мира.
В 1949 году король Саудовской Аравии Абдул-Азиз ибн Сауд основал Колледж шариата (араб. كلية الشريعة‎) в Мекке, который стал ядром будущего университета и первым высшим учебным заведением в стране. Затем, 1952 году был основан Педагогический колледж (араб. كلية المعلمين‎), который был отделён от остальных в 1962 году, после того, как Шариатский колледж взял на себя подготовку преподавательских кадров.
В 1972 году колледжи шариата и образования (араб. كلية الشريعة والتربية‎) были включены в состав Университета короля Абдул-Азиза в Джидде и стали его филиалами в Мекке. Но в 1981 году королевским указом № 39 колледжи шариата и образования были отделены от Университета в Джидде и к ним присоединились другие мекканские отделы, чтобы образовать Университет Умм аль-Кура (букв. Университет Матери селений, то есть Мекки).
Университет Умм аль-Кура занимается обучением не только шариатскому праву и арабскому языку, но и готовит специалистов по бизнес-менеджменту, исламской экономике, маркетингу, инженерии, медицине, образованию, архитектуре, а также по различным прикладным, социальным и инженерным дисциплинам.
Умм аль-Кура имеет программы по обмену студентами с Университетом Пердью, Университетом Тафтса и Королевским колледжем в Лондоне.